# 11文字の殺人
『11文字の殺人』（じゅういちもじのさつじん）は、東野圭吾の推理小説。光文社から1987年にカッパ・ノベルス版が刊行され、1990年12月に光文社文庫版が刊行された。また、2009年には、文庫本の表紙カバーを改めた版が刊行されている。なお、題名は、当初の構想では『無人島より殺意をこめて』だったが、編集者の案により、当初の構想の文字数に由来する、現在のタイトルに改題されている。
2011年6月10日にテレビドラマが放送された。また、2017年に中国にてウェブドラマへの改作が発表された。

## あらすじ
恋人を殺された女流ミステリー作家「あたし」は、担当編集者でもある友人の萩尾冬子の助力を得ながら、事件の真相解明に乗り出した。だが、調査は思うように進まない。その一方で、「あたし」の行動が引き金になったかのような、第2、第3の殺人事件が起こる。

## 登場人物
あたし
女流推理作家
川津雅之
「あたし」の恋人・フリーライター
萩尾冬子
「あたし」の友人・「あたし」の担当編集者

## 書籍情報
- 単行本：1987年12月、カッパ・ノベルス、ISBN 4-334-02737-7
- 文庫本：1990年12月[1]、光文社文庫、ISBN 978-4-334-71254-9
- 文庫本新装版：2020年7月20日[2]、光文社文庫、ISBN 978-4-334-79057-8

## テレビドラマ
2011年6月10日に、フジテレビジョン系列の「金曜プレステージ」において、「東野圭吾3週連続スペシャル」の第1弾『11文字の殺人』として放映された。視聴率16.0%。

### キャスト
- 結城梨花子：永作博美
- 萩尾冬子：星野真里
- 金井三郎：原田龍二
- 川津雅之：長谷川朝晴
- 篠原功一：眞島秀和
- 坂上豊：浅利陽介
- 山森由美：日向ななみ
- 竹本幸裕：東根作寿英
- 石倉佑介：伊藤高史
- 新里美由紀：松尾れい子
- 山森正枝：赤間麻里子
- 川津幸代：杏さゆり
- 鎌田刑事：矢柴俊博
- 田村：佐伯新
- 竹本正彦：野間口徹
- 喜多見刑事：遠山俊也
- 春村志津子：安達祐実
- 山森卓也：石黒賢
- その他：中野順一朗、横塚真之介、竹尾一真、林沙織、小久保寿人、吉川依吹、松本雅子、荻野みかん

### スタッフ
- 脚本：黒岩勉
- 演出：林徹
- 協力：フジライティング・アンド・テクノロジイ、共同テレビジョン、ミラクルスパーク、ナックイメージテクノロジー
- スタントコーディネイター：釼持誠
- ボディスタント：花田奈美
- 視覚障害者生活指導：東京都盲人福祉協会
- 企画統括：立松嗣章
- プロデュース：小池秀樹
- 制作著作：フジテレビ